# Feldmaršal (Avstralija)
Feldmaršal (izvirno angleško Field Marshal) je najvišji, petzvezdni vojaški čin Avstralske kopenske vojske in je neposredni naslednik britanskega čina feldmaršala. Je enakovreden činu admirala flote Kraljeve avstralske vojne mornarice in činu maršala Kraljevega avstralskega vojnega letalstva. V Natovi strukturi činov spada v razred O-11. Podrejeni čin je general.
Do sedaj so čin feldmaršala Avstralske kopenske vojske prejeli le trije:
- 1925: William Birdwood, britanski poveljnik 1. avstralske imperialne sile, je po povišanju v britanskega feldmaršala leta 1925, je

prejel častni čin feldmaršala Avstralske kopenske vojske v priznanje njegovih zaslug za Avstralce med prvo svetovno vojno;
- 1952: Thomas Blamey, edini avstralski general, ki je bil povišan v čin feldmaršala Avstralske kopenske vojske za zasluge med drugo svetovno vojno;
- 1954: princ Filip Edinburški, soprog kraljice Elizabete je bil povišan v čin, ki pa je le ceremonialne narave.

Čin feldmaršala lahko podeli le generalni guverner Avstralije na priporočilo predsednika Vlade Avstralije.
Oznaka čina je krona svetega Edvarda nad dvema prekrižanema batona (maršalski palici), ki sta obkrožena z vencem hrastovih listov; je popolnoma enaka oznaki čina feldmaršala Britanske kopenske vojske.